# Cadulus occiduus
Cadulus occiduus är en blötdjursart som beskrevs av Sir Joseph Cooke Verco 1911. Cadulus occiduus ingår i släktet Cadulus och familjen Gadilidae. Inga underarter finns listade i Catalogue of Life.